# Liste der Abgeordneten zum Kärntner Landtag (22. Gesetzgebungsperiode)
Diese Liste der Abgeordneten zum Kärntner Landtag (22. Gesetzgebungsperiode) listet alle Abgeordneten zum Kärntner Landtag in der 22. Gesetzgebungsperiode auf. Die Gesetzgebungsperiode dauerte von der konstituierenden Sitzung des Landtags am 20. März 1970 bis zur Angelobung des nachfolgenden Landtags in der 23. Gesetzgebungsperiode am 19. März 1975.
Nach der Landtagswahl 1970 entfielen von den 36 Mandaten 20 Mandate auf die Sozialistische Partei Österreichs (SPÖ), die damit 2 Mandate hinzugewinnen konnte und die absolute Mehrheit erzielte. Die Österreichische Volkspartei (ÖVP) konnte ihre zwölf Mandaten halten, während der Mandatsstand der Freiheitlichen Partei Österreichs (FPÖ) um ein Mandat auf 4 Mandate sank. Die Kommunisten und Linkssozialisten (KLS) scheiterten am Wiedereinzug und verloren ihr einiges Mandat.
Der Landtag wählte am 20. März 1970 die Landesregierung Sima II, der am 19. April 1974 die Landesregierung Wagner I nachfolgte.

## Funktionen

### Landtagspräsidenten
Die Ämter des Landtagspräsidenten und seiner beiden Stellvertreter wurde nach dem Wahlergebnis der Landtagswahl im Proporzsystem vergeben, wobei es gegenüber der vorherigen Gesetzgebungsperiode zu keinen Änderungen kam. Das Amt des Ersten Landtagspräsidenten übernahm erneut Rudolf Tillian (SPÖ). Zweiter Präsident wurde Wolfgang Mayrhofer (ÖVP), Dritter Präsident Hans Pawlik (SPÖ).

### Klubobleute
Die Abgeordneten der SPÖ bildeten nach der Landtagswahl den „Klub der sozialistischen Landtagsabgeordneten Kärntens“ und wählten Leopold Wagner zum Klubobmann sowie Wilhelm Sereinigg zu seinem Stellvertreter. Die Mandatare der ÖVP schlossen sich zum „Landtagsklub der Abgeordneten der Österreichischen Volkspartei“ zusammen und bestimmten Stefan Knafl zum Klubobmann und Alois Paulitsch zum Klubobmann-Stellvertreter. Des Weiteren bildeten die FPÖ-Abgeordneten den „Landtagsklub der Freiheitlichen Partei Österreichs im Kärntner Landtag“. Sie wählten Wilhelm Kaufmann zum Klubobmann und Hans Wank zu seinem Stellvertreter.

### Landtagsabgeordnete
| Name                         | Fraktion | Anmerkungen                                                                      |
| ---------------------------- | -------- | -------------------------------------------------------------------------------- |
| Auinger Wilhelm              | ÖVP      |                                                                                  |
| Ausserwinkler Hans           | SPÖ      | Mandatsniederlegung am 19. April 1974 nach Wahl in die Landesregierung           |
| Bacher Herbert               | ÖVP      | Mandatsniederlegung nach Wahl in die Landesregierung am 10. April 1970 verkündet |
| Baurecht Karl                | ÖVP      |                                                                                  |
| Brix Erwin                   | ÖVP      | am 30. Juli 1974 verstorben                                                      |
| Filipot Rudolf               | SPÖ      |                                                                                  |
| Gallob Rudolf                | SPÖ      | Mandatsniederlegung nach Wahl in die Landesregierung am 10. April 1970 verkündet |
| Gasparin Basilius            | SPÖ      | am 15. Dezember 1970 für Leopold Wagner angelobt                                 |
| Geringer Hellmut             | FPÖ      |                                                                                  |
| Guggenberger Leopold         | ÖVP      |                                                                                  |
| Guttenbrunner Josef          | SPÖ      |                                                                                  |
| Hofferer Herbert             | SPÖ      | am 2. Juli 1974 für Charlotte Spinka angelobt                                    |
| Jamnig Franz                 | SPÖ      | am 10. April 1970 für Erich Suchanek angelobt                                    |
| Kaimbacher Josef             | ÖVP      | am 22. Oktober 1974 für Erwin Brix angelobt                                      |
| Kaufmann Wilhelm             | FPÖ      | Mandatsniederlegung am 25. Februar 1971                                          |
| Knafl Stefan                 | ÖVP      | Mandatsniederlegung am 15. Dezember 1972 nach Wahl in die Landesregierung        |
| Kofler Otto                  | SPÖ      |                                                                                  |
| Kores Rudolf                 | SPÖ      |                                                                                  |
| Lackner Georg                | ÖVP      | am 10. April 1970 für Herbert Bacher angelobt                                    |
| Lubas Josef                  | SPÖ      |                                                                                  |
| Manessinger Konrad           | SPÖ      | am 10. April 1970 für Hans Schober angelobt                                      |
| Mayrhofer-Grüenbühl Wolfgang | ÖVP      |                                                                                  |
| Moik Hannes                  | ÖVP      | am 15. Dezember 1972 für Stefan Knafl angelobt                                   |
| Ogris Johann                 | SPÖ      | am 10. April 1970 für Rudolf Gallob angelobt                                     |
| Oitzl Johann                 | SPÖ      |                                                                                  |
| Oman Franz                   | SPÖ      |                                                                                  |
| Paulitsch Alois              | ÖVP      |                                                                                  |
| Pawlik Hans                  | SPÖ      |                                                                                  |
| Poscharnig Rupert            | SPÖ      |                                                                                  |
| Schantl Josef                | SPÖ      |                                                                                  |
| Schober Hans                 | SPÖ      | Mandatsniederlegung nach Wahl in die Landesregierung am 10. April 1970 verkündet |
| Schumi Hans                  | ÖVP      |                                                                                  |
| Seitschnig Franz             | ÖVP      | am 10. April 1970 für Walther Weissmann angelobt                                 |
| Sereinigg Wilhelm            | SPÖ      |                                                                                  |
| Silla Erich                  | FPÖ      | am 25. Februar 1971 für Wilhelm Kaufmann angelobt                                |
| Sima Hans                    | SPÖ      |                                                                                  |
| Sodat Stefan                 | ÖVP      |                                                                                  |
| Spinka Charlotte             | SPÖ      | am 19. April 1974 für Hans Außerwinkler angelobt, am 2. Juli 1974 ausgeschieden  |
| Stecher Ernst                | SPÖ      |                                                                                  |
| Sturm Oskar                  | FPÖ      |                                                                                  |
| Suchanek Erich               | SPÖ      | Mandatsniederlegung nach Wahl in die Landesregierung am 10. April 1970 verkündet |
| Thullmann Dorothea           | SPÖ      |                                                                                  |
| Tillian Rudolf               | SPÖ      |                                                                                  |
| Tropper Herbert              | ÖVP      |                                                                                  |
| Wagner Leopold               | SPÖ      | Mandatsniederlegung nach Wahl in die Landesregierung am 15. Dezember 1970        |
| Wank Hans                    | FPÖ      |                                                                                  |
| Weissmann Walther            | ÖVP      | Mandatsniederlegung nach Wahl in die Landesregierung am 10. April 1970 verkündet |

## Ausschüsse
In der konstituierenden Landtagssitzung wurde die Einrichtung von zehn Ausschüssen beschlossen, denen jeweils neun Abgeordnete angehörten. Die Anzahl der Mitglieder war dabei gegenüber der vorangegangenen Gesetzgebungsperiode um zwei Mitglieder erhöht worden, damit die FPÖ ein Mitglied pro Ausschuss stellen konnte. Zudem stellte die SPÖ fünf und die ÖVP drei Mitglieder. Die zehn Ausschüsse waren der „Rechts- und Verfassungsausschuss“, der „Finanzausschuss“, der „Bauausschuss“, der „Land- und Forstwirtschaftsausschuss“, der „Schul- und kommunalpolitische Ausschuss“, der „Sozialpolitische Ausschuss“, der „Ausschuss für die gewerbliche Wirtschaft“, der „Minderheitenausschuss“, der „Ausschuss für die Durcharbeitung der Kontrollberichte“ und der neueingeführte „Strukturpolitische Ausschuss“.